# The Tide (Norfolk)
| The Tide (Norfolk)                     | The Tide (Norfolk)   |
| -------------------------------------- | -------------------- |
| The Tide in der Stadtmitte von Norfolk |                      |
| Spurweite:                             | 1435 mm (Normalspur) |
| Stromsystem:                           | 750 =                |
|                                        |                      |

The Tide ist ein Light-rail-System in Norfolk im US-Bundesstaat Virginia. Das System wird betrieben von Hampton Roads Transit (HRT) als regionalem Nahverkehrsverbund, beschränkt sich aber derzeit auf das Stadtgebiet von Norfolk. Es verbindet mit einer einzigen Linie die Eastern Virginia Medical School, die Innenstadt Norfolk, Norfolk State University und endet an der Newton Road an der Stadtgrenze nach Virginia Beach. Der Betrieb begann am 19. August 2011 als erstes Light-rail-System im Bundesstaat Virginia. Das System ist in Normalspur ausgeführt.

Streckenplan im Fahrzeug

Die Züge verkehren im 15-Minuten-Takt, in den Hauptzeiten mit einer verdichteten Taktfrequenz und frühmorgens sowie abends alle 30 Minuten.

## Fahrzeuge
Im September 2007 entschied HRT, neun Siemens S70 Züge zu bestellen, die bereits auf vergleichbaren Linien in den USA im Einsatz waren.  Der erste Zug wurde am 6. Oktober 2009 geliefert. Jeder der neun Züge hat 68 Sitzplätze sowie eine Gesamtkapazität von 160 bis 180 Personen. Der Betrieb der Fahrzeuge erfolgt mit 750 V Gleichspannung. Die Kosten je Fahrzeug betrugen 3,9 Millionen US$.

## Nutzung
In den ersten fünf Betriebsjahren nutzten rund 7,5 Millionen Fahrgäste die Light-rail.

## Erweiterungen
Es ist geplant, das System auf die Nachbarstädte in Hampton Roads auszudehnen, wobei dieses jedoch kontrovers diskutiert wird. Die Stadt Virginia Beach lehnte 2016 in einem Volksentscheid eine Erweiterung des Systems auf ihr Stadtgebiet ab. Derzeit ist am wahrscheinlichsten, dass das System zunaechst innerhalb des Stadtgebietes von Norfolk erweitert wird.

## Vorgänger
Von 1870 bis 1948 gab es in Norfolk bereits einmal eine Straßenbahn, deren Streckenführung jedoch vollständig anders war als diejenige des heutigen Light-rail-Systems.